# Empoasca muricata
Empoasca muricata är en insektsart som beskrevs av Caldwell 1952. Empoasca muricata ingår i släktet Empoasca och familjen dvärgstritar. Inga underarter finns listade i Catalogue of Life.